# Pekin (budynek)
Pekin – zwyczajowa nazwa 23 połączonych galeriami bloków mieszkalnych, zlokalizowanych na osiedlu Przyczółek Grochowski w dzielnicy Praga-Południe w Warszawie.

## Opis
Galeriowiec ma łączną długość 1,5 km (z załamaniami), a usytuowany jest w kwartale ulic Ostrzyckiej, Motorowej, Żymirskiego, Kwarcianej, Bracławskiej, Opinogórskiej.
Budynek został zaprojektowany w latach 1963–1969 przez arch. Oskara Hansena i Zofię Garlińską-Hansen, stąd też jego potoczna nazwa – Osiedle Hansenów. Wybudowano go w latach 1969–1974. Składa się z ciągu 23 bloków o wysokości 3–7 pięter, załamanych osiem razy pod kątem prostym, o łącznej powierzchni mieszkań 85 000 m².

## Inne informacje
Pekinem nazywana jest także kamienica Wolfa Krongolda przy ul. Złotej 83. W gwarze warszawskiej tym słowem określa się przeludnioną kamienicę czynszową.
Pekin to jedno z potocznych określeń Pałacu Kultury i Nauki w Warszawie (od skrótu PKiN). 